# Trapposjaure
Trapposjaure är en sjö i Gällivare kommun i Lappland och ingår i Råneälvens huvudavrinningsområde.